# Biserica Flămânda
Biserica Flămânda, cu cele două hramuri ale sale: Sf. Haralambie și Adormirea Maicii Domnului, face parte dintre lăcașurile de cult ridicate în perioada fanariotă (1711-1821 în Moldova și 1716-1821 în Muntenia), în a doua jumătate a sec. al XVIII-lea, în limita sudică a Bucureștiului din acea vreme. Biserica este monument istoric, cu codul LMI B-II-m-A-19306.

## Istoric
Prima sursă asupra istoricului bisericii este pisania așezată deasupra ușii de la intrare, în anul 1871, după restaurarea generală a edificiului. Pisania ne spune că acest loc a fost un „schitișor de lemn”, ridicat de un anume Dimitrie în anul 1766 închinat Mitropoliei ca metoh. Schitul a funcționat scurtă vreme, fiindcă în anul 1782 s-a început construcția din zid a bisericii actuale, ctitorie a fraților Istrate Vel-Vornic și Constantin Crețulescu. Pisania ne mai spune că informațiile cu privire la prima construcție au fost preluate după vechea pisanie a bisericii de lemn.

Programul bisericii

Din textul pisaniei aflăm, de asemenea, că zidirea bisericii a întâmpinat multe greutăți, lucrările luând sfârșit abia în anul 1800, pe cheltuiala breslei croitorilor bucureșteni. În afară de pisania amintită, sunt puține izvoarele care descriu acest monument de artă și acestea amintesc doar de anumite avarii, reparații, donații și înzestrari ale bisericii cu obiecte de cult. Chiar înainte de a fi terminată, la 17 septembrie 1794, în timpul unei furtuni, biserica și-a pierdut acoperișul turlei. Mahalaua Flămânda, săracă în acea vreme, nu a putut face față cheltuielilor decât cu ajutorul celor 100 taleri, acordați din fondul Vistieriei de către domnitorul Al. Constantin Moruzi (1793-1796).
Se pare că în sec. al XIX-lea starea materială a Bisericii Flămânda s-a imbunătățit, datorită prosperității mahalalei din jur și a breslei croitorilor, care o patronau, împodobind-o cu icoane de argint aurite, vase sfinte, cruci și cărți de cult și alte sfinte odoare. La sfârșitul sec. al XIX-lea, deși populația orașului era în creștere, cifra credincioșilor Bisericii Flămânda abia atingea 150 persoane, încât statul era nevoit să-i acorde o subvenție anuala de 3000 lei.